# Ovatiovermis cribratus
Ovatiovermis cribratus — викопний вид лобопод, що існував у кембрійському періоді (500 млн років тому).

## Скам'янілості
Викопні відбитки тварини знайдені у 1994 році у відкладеннях формації Берджес-Шейл у кар'єрі Волкотт провінції Британська Колумбія у Канаді. У 2011 році у цьому ж місцезнаходженні виявлено другий відбиток істоти.

## Опис
Ovatiovermis cribratus сягав завдовжки 3 см. У нього було 9 пар кінцівок (лобопод). Перші дві пари були довшими за інші і оснащені дрібними зубчиками (завдовжки 0,3 мм). Вони були призначення для захоплення органічних частинок або дрібних істот з води. На відміну від інших лобопод, Ovatiovermis cribratus не був вкритий панцирем.